# Jurij Borisov
Jurij Borisov (russisk: Юрий Олегович (Альбертович) Бори́сов) (født 2. april 1956 i Kyiv i Sovjetunionen, død 16. november 2007 i Moskva i Rusland) var en russisk filminstruktør.

## Filmografi
- Mne skutjno, bes (Мне скучно, бес, 1993)[1][2]